# 2021-es magyar úszóbajnokság
A 2021-es magyar úszóbajnokságot, amely a 123. magyar bajnokság, teljes nevén CXXIII. Országos Bajnokság Széchy Tamás emlékére, 2021. március 23 és 27. között tartották meg Budapesten. A verseny helyszíne a Duna Aréna volt, ahol első alkalommal rendeztek felnőtt magyar bajnokságot. A tokiói olimpia időrendjéhez igazodva a döntőket délelőtt, a selejtezőket délután rendezték.

## Eredmények

### Férfiak
| Versenyszám                               | Arany                                                                                   | Arany    | Ezüst                                                                        | Ezüst    | Bronz                                                             | Bronz    |
| ----------------------------------------- | --------------------------------------------------------------------------------------- | -------- | ---------------------------------------------------------------------------- | -------- | ----------------------------------------------------------------- | -------- |
| 50 m gyorsúszás Döntő: március 24.        | Milák Kristóf Bp. Honvéd                                                                | 22,19    | Németh Nándor BVSC-Zugló                                                     | 22,35    | Szabó Szebasztián Győri USE                                       | 22,58    |
| 100 m gyorsúszás Döntő: március 26.       | Milák Kristóf Bp. Honvéd                                                                | 48,00    | Németh Nándor BVSC-Zugló                                                     | 48,17    | Szabó Szebasztián Győri USE                                       | 49,08    |
| 200 m gyorsúszás Döntő: március 27.       | Milák Kristóf Bp. Honvéd                                                                | 1:46,15  | Németh Nándor BVSC-Zugló                                                     | 1:47,52  | Holló Balázs Egri UK                                              | 1:47,67  |
| 400 m gyorsúszás Döntő: március 25.       | Milák Kristóf Bp. Honvéd                                                                | 3:48,92  | Zombori Gábor Budafóka                                                       | 3:50,28  | Rasovszky Kristóf Balaton UK                                      | 3:53,96  |
| 800 m gyorsúszás Döntő: március 27.       | Rasovszky Kristóf Balaton UK                                                            | 7:55,52  | Kalmár Ákos Balaton UK                                                       | 7:59,61  | Gyurta Gergely Újpesti TE                                         | 8:03,30  |
| 1500 m gyorsúszás Döntő: március 24.      | Gyurta Gergely Újpesti TE                                                               | 15:09,56 | Kalmár Ákos Balaton UK                                                       | 15:17,08 | Rasovszky Kristóf Balaton UK                                      | 15:17,89 |
| 50 m hátúszás Döntő: március 27.          | Bohus Richárd BVSC-Zugló                                                                | 25,07    | Szentes Bence Győri US                                                       | 25,14    | Jászó Ádám Pécsi SN                                               | 25,60    |
| 100 m hátúszás Döntő: március 24.         | Bohus Richárd BVSC-Zugló                                                                | 54,11    | Kovács Benedek Bendegúz BVSC-Zugló                                           | 54,27    | Telegdy Ádám Kőbánya SC                                           | 54,65    |
| 200 m hátúszás Döntő: március 26.         | Telegdy Ádám Kőbánya SC                                                                 | 1:57,90  | Kovács Benedek Bendegúz BVSC-Zugló                                           | 1:59,20  | Jászó Ádám Pécsi SN                                               | 1:59,76  |
| 50 m mellúszás Döntő: március 27.         | Szilágyi Csaba NICS-HSUVC                                                               | 27,46    | Gál Olivér HÓD Úszó SE                                                       | 27,99    | Szabó Tamás HÓD Úszó SE                                           | 28,76    |
| 100 m mellúszás Döntő: március 24.        | Szilágyi Csaba NICS-HSUVC                                                               | 1:00,26  | Takács Tamás BVSC-Zugló                                                      | 1:01,48  | Horváth Dávid Kőbánya SC                                          | 1:02,41  |
| 200 m mellúszás Döntő: március 26.        | Horváth Dávid Kőbánya SC                                                                | 2:13,05  | Kutasi Máté Vasas SC                                                         | 2:14,04  | Török Dominik Márk Ferencvárosi TC                                | 2:15,04  |
| 50 m pillangóúszás Döntő: március 25.     | Szabó Szebasztián Győri US                                                              | 23,36    | Milák Kristóf Bp. Honvéd                                                     | 23,50    | Holoda Péter Debreceni Sportcentrum                               | 23,96    |
| 100 m pillangóúszás Döntő: március 27.    | Milák Kristóf Bp. Honvéd                                                                | 50,47    | Kós Hubert Újpesti TE                                                        | 51,61    | Szabó Szebasztián Győri US                                        | 51,71    |
| 200 m pillangóúszás Döntő: március 24.    | Milák Kristóf Bp. Honvéd                                                                | 1:51,40  | Kenderesi Tamás Pécsi SN                                                     | 1:56,02  | Verrasztó Dávid Ferencvárosi TC                                   | 1:57,22  |
| 200 m vegyes úszás Döntő: március 25.     | Holló Balázs Egri UK                                                                    | 1:59,81  | Cseh László BVSC-Zugló                                                       | 2:00,36  | Sós Dániel Vasas SC                                               | 2:00,54  |
| 400 m vegyes úszás Döntő: március 26.     | Verrasztó Dávid Ferencvárosi TC                                                         | 4:13,57  | Bernek Péter BVSC-Zugló                                                      | 4:14,70  | Sós Dániel Vasas SC                                               | 4:16,91  |
| 4 × 100 m gyorsváltó Döntő: március 26.   | BVSC-Zugló Bohus Richárd Sződi Zsolt Pap Bálint Németh Nándor                           | 3:20,54  | Győri US Szabó Szebasztián Takács Krisztián Gyárfás Bence Giczi Mátyás Zsolt | 3:22,32  | Egri UK Kovács Attila Angyal Mátyás Kormos Kristóf Holló Balázs   | 3:27,03  |
| 4 × 200 m gyorsváltó Döntő: március 25.   | BVSC-Zugló Németh Nándor Csicsáky Péter Kőhalmi Kornél Barnabás Kovács Benedek Bendegúz | 7:27,33  | Ferencvárosi TC Biczó Bence Mándli Benedek Mészáros Dániel Hímer Krisztofer  | 7:31,25  | Egri UK Kovács Attila Angyal Mátyás Kormos Kristóf Holló Balázs   | 7:33,95  |
| 4 × 100 m vegyes váltó Döntő: március 27. | BVSC-Zugló Bohus Richárd Takács Tamás Cseh László Németh Nándor                         | 3:38,04  | Győri US Balog Gábor Dér Denisz Szabó Szebasztián Giczi Mátyás Zsolt         | 3:43,78  | Vasas SC Sós Dániel Kutasi Máté Cserfalvi Olaf Tschaikov Valentin | 3:45,45  |

### Nők
| Versenyszám                               | Arany                                                             | Arany    | Ezüst                                                              | Ezüst    | Bronz                                                                    | Bronz    |
| ----------------------------------------- | ----------------------------------------------------------------- | -------- | ------------------------------------------------------------------ | -------- | ------------------------------------------------------------------------ | -------- |
| 50 m gyorsúszás Döntő: március 24.        | Gyurinovics Fanni Vasas SC                                        | 25,76    | Senánszky Petra Debreceni Sportcentrum                             | 25,80    | Pózvai Kiara Győri USE                                                   | 25,86    |
| 100 m gyorsúszás Döntő: március 26.       | Gyurinovics Fanni Vasas SC                                        | 55,56    | Senánszky Petra Debreceni Sportcentrum                             | 55,68    | Ugrai Panna HÓD Úszó SE                                                  | 55,93    |
| 200 m gyorsúszás Döntő: március 27.       | Veres Laura Gyulai Várfürdő                                       | 1:59,60  | Verrasztó Evelyn Ferencvárosi TC                                   | 2:00,54  | Fábián Fanni Szegedi UE                                                  | 2:01,49  |
| 400 m gyorsúszás Döntő: március 25.       | Kapás Boglárka Újpesti TE                                         | 4:07,50  | Késely Ajna Kőbánya SC                                             | 4:10,28  | Fábián Bettina Szegedi UE                                                | 4:12,80  |
| 800 m gyorsúszás Döntő: március 24.       | Késely Ajna Kőbánya SC                                            | 8:37,14  | Mihályvári-Farkas Viktória Ferencvárosi TC                         | 8:41,49  | Fábián Bettina Szegedi UE                                                | 8:43,66  |
| 1500 m gyorsúszás Döntő: március 27.      | Mihályvári-Farkas Viktória Ferencvárosi TC                        | 16:27,22 | Késely Ajna Kőbánya SC                                             | 16:34,75 | Olasz Anna Szegedi UE                                                    | 16:40,28 |
| 50 m hátúszás Döntő: március 27.          | Burián Katalin BVSC-Zugló                                         | 28,53    | Hosszú Katinka Iron Swim                                           | 28,81    | Ugrai Panna HÓD Úszó SE                                                  | 28,91    |
| 100 m hátúszás Döntő: március 24.         | Burián Katalin BVSC-Zugló                                         | 1:00,35  | Szilágyi Gerda Stamina TK                                          | 1:01,60  | Ugrai Panna HÓD USE                                                      | 1:02,03  |
| 200 m hátúszás Döntő: március 26.         | Burián Katalin BVSC-Zugló                                         | 2:08,81  | Szabó-Feltóthy Eszter Vasas SC                                     | 2:10,03  | Nyírádi Réka Újpesti TE                                                  | 2:11,16  |
| 50 m mellúszás Döntő: március 27.         | Sebestyén Dalma Győri USE                                         | 31,59    | Sztankovics Anna Miskolci VSI                                      | 31,73    | Szurovcsák Ivett Nyíregyházi Sportcentrum                                | 31,91    |
| 100 m mellúszás Döntő: március 24.        | Sebestyén Dalma Győri USE                                         | 1:08,79  | Békési Eszter Egri UK                                              | 1:09,13  | Szurovcsák Ivett Nyíregyházi Sportcentrum                                | 1:09,87  |
| 200 m mellúszás Döntő: március 26         | Békési Eszter Egri UK                                             | 2:28,19  | Kalmár Alíz Szombathelyi SK                                        | 2:31,49  | Sebestyén Dalma Győri US                                                 | 2:31,85  |
| 50 m pillangóúszás Döntő: március 25.     | Bordás Beatrix Hullám '91 UE                                      | 26,75    | Varga Dominika Délzalai Vízmű                                      | 26,84    | Ollé Mónika Stamina TK                                                   | 27,09    |
| 100 m pillangóúszás Döntő: március 27.    | Hosszú Katinka Iron Swim                                          | 59,30    | Sebestyén Dalma Győri US                                           | 59,52    | Kapás Boglárka Újpesti TE                                                | 59,53    |
| 200 m pillangóúszás Döntő: március 24.    | Kapás Boglárka Újpesti TE                                         | 2:07,24  | Hosszú Katinka Iron Swim                                           | 2:08,45  | Nyírádi Réka Újpesti TE                                                  | 2:10,84  |
| 200 m vegyes úszás Döntő: március 25.     | Hosszú Katinka Iron Swim                                          | 2:11,47  | Sebestyén Dalma Győri US                                           | 2:12,61  | Ugrai Panna HÓD Úszó SE                                                  | 2:16,29  |
| 400 m vegyes úszás Döntő: március 26.     | Hosszú Katinka Iron Swim                                          | 4:42,25  | Mihályvári-Farkas Viktória Ferencvárosi TC                         | 4:48,93  | Csulák Lia Érdi Vízisport                                                | 4:50,46  |
| 4 × 100 m gyorsváltó Döntő: március 26.   | Győri US Pózvai Kiara Kovács Réka Safrankó Sára Sebestyén Dalma   | 3:47,99  | Szegedi UE Pádár Nikolett Fábián Fanni Fábián Bettina Vas Luca     | 3:49,09  | HÓD Úszó SE Ugrai Panna Juhász Janka Batta Orsolya Forján Anna Bojána    | 3:51,12  |
| 4 × 200 m gyorsváltó Döntő: március 25.   | Szegedi UE Fábián Fanni Fábián Bettina Vas Luca Pádár Nikolett    | 8:09,38  | Egri UK Bodó Vivien Ilyés Laura Vanda Híves Katica Békési Eszter   | 8:17,70  | Újpesti TE Kapás Boglárka Nyírádi Réka Ábrahám Lilla Minna Tankó Beatrix | 8:18,23  |
| 4 × 100 m vegyes váltó Döntő: március 27. | Győri US Dobos Dorottya Sebestyén Dalma Kovács Réka Safrankó Sára | 4:12,66  | Újpesti TE Nyírádi Réka Beregszászi Enikő Seres Anna Tankó Beatrix | 4:14,72  | BVSC-Zugló Burián Katalin Huszár Ingrid Nahalka Regina Elekes Tamara     | 4:15,30  |

### Vegyes
| Versenyszám                               | Arany                                                             | Arany   | Ezüst                                                               | Ezüst   | Bronz                                                                         | Bronz   |
| ----------------------------------------- | ----------------------------------------------------------------- | ------- | ------------------------------------------------------------------- | ------- | ----------------------------------------------------------------------------- | ------- |
| 4 × 100 m gyorsváltó Döntő: március 24.   | Győri US Szabó Szebasztián Balog Gábor Pózvai Kiara Safrankó Sára | 3:33,63 | BVSC-Zugló Németh Nándor Bohus Richárd Nahalka Regina Elekes Tamara | 3:34,70 | Debreceni Sportcentrum Holoda Péter Sándor Benedek Senánszky Petra Gál Kincső | 3:36,48 |
| 4 × 100 m vegyes váltó Döntő: március 26. | BVSC-Zugló Nahalka Regina Takács Tamás Cseh László Elekes Tamara  | 3:57,93 | Budafóka Molnár Dóra Zombori Gábor Márton Richárd Rátkai Zsófia     | 3:58,87 | Győri US Balog Gábor Sebestyén Dalma Andor Benedek Pózvai Kiara               | 3:59,48 |